# Lucas Nahuel Rodríguez
Lucas Nahuel Rodríguez (Buenos Aires, 27 settembre 1993) è un calciatore argentino, difensore dell'Instituto (C).

## Carriera

### Club
Nella stagione 2010-2011 ha giocato 2 partite in massima serie con l'Argentinos Juniors, mentre nella stagione successiva colleziona una presenza. Nella stagione 2012-2013 mette a referto 5 presenze in Primera División.

### Nazionale
Nel 2013 ha partecipato al campionato sudamericano Under-20.

## Palmarès

### Club

#### Competizioni nazionali
- Copa de la Superliga: 1

Tigre: 2019